# Ondava
Ondava je řeka v Prešovském a Košickém kraji na Slovensku. Její délka činí 112 km. Povodí má rozlohu 3400 km². Spolu s Latoricou vytváří řeku Bodrog.

## Průběh toku
Pramení ve Východních Beskydech a protéká Ondavskou vrchovinou – přes města Svidník, Stropkov. Dále vytváří přehradu Veľká Domaša. Teče východně od města Vranov nad Topľou a východně od města Trebišov. Po dalších 20 km se severoseverovýchodně od obce Zemplín (94,5 m n. m.) spojuje s řekou Latoricou a dále pokračuje jako řeka Bodrog (povodí Dunaje).

## Vodní režim
Průměrný dlouhodobý průtok na dolním toku je 22 m³/s. Nejvyšší vodnosti dosahuje na jaře.

## Využití
Na horním toku se nachází přehrada Veľká Domaša. Na řece leží obec Hencovce.